# المحالل (حبيش)

تعديل مصدري - تعديل

المحالل هي إحدى قرى عزلة الفراعي بمديرية حبيش التابعة لمحافظة إب، بلغ تعداد سكانها 882 نسمة حسب تعداد اليمن لعام 2004.